# Jessica Garza
Jessica Garza (* 17. April 2000 in Dallas in Texas) ist eine US-amerikanische Schauspielerin mexikanischer Herkunft in Film und Fernsehen.

## Leben und Karriere
Die junge Schauspielerin zog nach Beendigung der High School in Dallas mit ihren Eltern nach Los Angeles in Kalifornien, als sie 17 Jahre alt war. Ihr jüngerer Bruder Michael Garza ist ebenfalls Schauspieler.
Jessica Garza begann ihre Darstellerlaufbahn bereits 2011 mit einem Auftritt in einem Kurzfilm, anschließend spielte sie als Jugendliche kleinere Nebenrollen in Aaron L. Williams’ Sportlerdrama On Angel's Wings mit Reginald VelJohnson und Robin Givens in den Hauptrollen, und in dem Kriminaldrama Red All Over unter der Regie von John Wayne S. III mit Victor Love und Donna Biscoe, bevor sie im Fernsehen seit 2015 in jeweils einer Episode der Serien Navy CIS, Sweet/Vicious und Pure Genius mitwirkte. 2017 und 2018 sah man sie in der Rolle der Anabel Ortiz in 16 Episoden der Fernsehserie Six wo sie neben den Schauspielerkollegen Barry Sloane, Jaylen Moore oder Kyle Schmid agierte. 2018 war sie als Charakter der Penelope Guerrero Teil der Crew um Gabriel Chavarria in der zehn Folgen umfassenden 1. Staffel der Horrorserie The Purge – Die Säuberung. In den am 23. April 2020 in den USA ausgestrahlten Folgen der zehn Episoden der Mysterie Dramaserie Penny Dreadful: City of Angels hatte man sie in der Rolle der Josefina Vega besetzt. Dort spielte sie an der Seite von Natalie Dormer, Daniel Zovatto und Kerry Bishé.

## Filmografie (Auswahl)

### Filme
- 2011: The Coconut Syndrome (Kurzfilm)
- 2014: On Angel's Wings
- 2015: Red All Over

### Serien
- 2015: Navy CIS (Fernsehserie, 1 Episode)
- 2016: Sweet/Vicious (Fernsehserie, 1 Episode)
- 2016: Urban Cowboy (Fernsehfilm)
- 2017: Pure Genius (Fernsehserie, 1 Episode)
- 2017–2018: Six (Fernsehserie, 16 Episoden)
- 2018: Modern Family (Fernsehserie, 1 Episode)
- 2018: Mr. Griffin – Kein Bock auf Schule (A.P. Bio) (Fernsehserie, 1 Episode)
- 2018: The Purge – Die Säuberung (Fernsehserie, 10 Episoden)
- 2020: Penny Dreadful: City of Angels (Fernsehserie, 10 Episoden)
- 2020: The Blank's YPF (Fernsehserie, 1 Episode)